# Terrassa FC
Terrassa FC är en spansk fotbollsklubb från Terrassa. Klubben grundades 1906 och spelar för närvarande i Tercera División, spanska fjärdedivisionen. Hemmamatcherna spelas på Estadio Olímpic de Terrassa.